# Sandro Lauper
Sandro Lauper (sinh ngày 25 tháng 10 năm 1996) là một cầu thủ bóng đá người Thụy Sĩ thi đấu cho FC Thun.